# Robert Naylor
Robert Naylor (Pointe-Claire, 6 luglio 1996) è un attore canadese, conosciuto soprattutto per aver doppiato il personaggio di Dora Winifred Read nella serie televisiva statunitense Arthur.

## Biografia
Naylor è nato a Pointe-Claire nel Quebec è parla correttamente l'inglese e il francese.
Attualmente frequenta la Royal West Academy, un liceo che si trova a Montreal West nel Quebec.

## Carriera
Naylor ha iniziato a recitare nel 2003, quando è entrato a far parte della scuola teatrale per bambini Theatre West (formalmente Pegasus Performing Arts). La sua prima apparizione in TV è stata in una pubblicità commerciale in inglese, una parte che ha ottenuto dal suo primo provino. Ha ottenuto vari ruoli in film televisivi come Adam in Race to Mars, Jamie in Voices e del piccolo Tanner nei Fakers. Ha ottenuto il suo primo ruolo da protagonista a 12 anni nel film in lingua francese 10½ con l'attore Claude Legault e diretto dal regista Podz. Il ruolo di Tommy nel film 10½ gli valse la vincita come "the Best actor award" all'International Film Festival Bratislava nel 2010, una nomination al 31st Genie Awards come Performance by an Actor in a Leading Role, e ancora agli Young Artist Award come Best Performance in an International Feature Film.
Nel 2010, ha lavorato nella produzione statunitense del film Immortals, diretto da Tarsem Singh, recitando il ruolo del giovane Theseus. Il suo primo ruolo da protagonista in una serie televisiva è stato quello di Theo nella serie tv 19-2 della Radio-Canada Quebec, iniziata nei primi mesi del 2011 on Radio-Canada. La serie è diretta dal regista Daniel Grou aka Podz, e tratta la storia di due poliziotti di Montreal; Robert recita il ruolo del figlio del personaggio interpretato da Réal Bossé.
Nel maggio 2011, ha partecipato alla produzione del film per la televisione Cyberbully, girato a Montreal e trasmesso in prima visione sul canale ABC Family il 17 luglio 2011. Cyberbully, prodotto dalla Muse Entertainment, è un film che parla di una giovane teenager, Taylor Hillridge, interpretata da Emily Osment, che subisce bullismo online. Robert recita il ruolo del fratello di Taylor, Eric Hillridge. Successivamente nell'estate 2011, ha ottenuto il ruolo di Stevie Atkins, un fantasma, nella seconda stagione di Being Human. Poi ha lavorato in un episodio della serie televisiva della IFC Bullet in the Face, prodotta dalla Muse Entertainment e dalla Just For Laughs e iniziata nell'estate 2012.

## Filmografia

### Cinema
- 10½, regia di Daniel Grou (2010)
- Immortals, regia di Tarsem Singh Dhandwar (2011)
- Ritorno alla vita (Every Thing Will Be Fine), regia di Wim Wenders (2015)
- 1:54, regia di Yan England (2016)
- La battaglia dimenticata (De Slag om de Schelde), regia di Matthijs van Heijningen Jr. (2020)

### Televisione
- The Dead Zone – serie TV, episodio 6x04 (2007)
- Arthur – serie TV animata, 40 episodi (2007) – voce
- PopPixie – serie TV animata, 52 episodi (2011) – voce
- Cyberbully - Pettegolezzi online (Cyberbully) , regia di Charles Binamé – film TV (2011)
- Bullet in the Face – miniserie TV, episodio 3 (2012)
- Being Human – serie TV, 7 episodi (2012-2013)
- Ascension – miniserie TV, episodio 1 (2014)
- Helix – serie TV, 7 episodi (2014-2015)
- Cardinal – serie TV, 5 episodi (2017)
- Transplant – serie TV, episodio 2x06 (2022)

## Premi e riconoscimenti
| Anno | Film       | Award                                  | Categoria                                                                      | Note | Risultato       |
| ---- | ---------- | -------------------------------------- | ------------------------------------------------------------------------------ | ---- | --------------- |
| 2010 | 10½        | International Film Festival Bratislava | Best Actor                                                                     |      | Vincitore/trice |
| 2011 | 10½        | 31st Genie Awards                      | Actor in a Leading Role                                                        |      | Candidato/a     |
| 2011 | 10½        | Young Artist Award                     | Best Performance by an Actor in an International Feature Film                  |      | Vincitore/trice |
| 2012 | Cyberbully | 33rd Young Artist Awards               | Best Performance in a TV Movie, Miniseries or Special – Supporting Young Actor |      | Candidato/a     |